# Астраханка (Татарстан)
Астраханка (тат. Астраханка) — деревня в Лаишевском районе республики Татарстан. Входит в состав Нармонского сельского поселения.

## География
Деревня находится в 36 километрах к югу от железнодорожной станции Казань, расположена на реке Мёша.
Астраханка находится в часовой зоне МСК (московское время). Смещение применяемого времени относительно UTC составляет +3:00.

## История
Впервые упоминается в 1567 году.
До 1920 года деревня была центром Астраханской волости Лаишевского уезда Казанской губернии. С 1920 года находилась в составе Лаишевского кантона Татарской АССР, с 14 февраля 1927 года — в Лаишевском, с 1 февраля 1963 года — в Пестречинском, с 12 января 1965 года — вновь в Лаишевском районе.

## Население
По состоянию на 2010 год в деревне проживало 55 человек.
| 2002 |
| ---- |
| 62   |